# Station King's Lynn
King's Lynn is een spoorwegstation van National Rail in King's Lynn, King's Lynn en West Norfolk in Engeland. Het station is eigendom van Network Rail en wordt beheerd door Govia Thameslink Railway. 

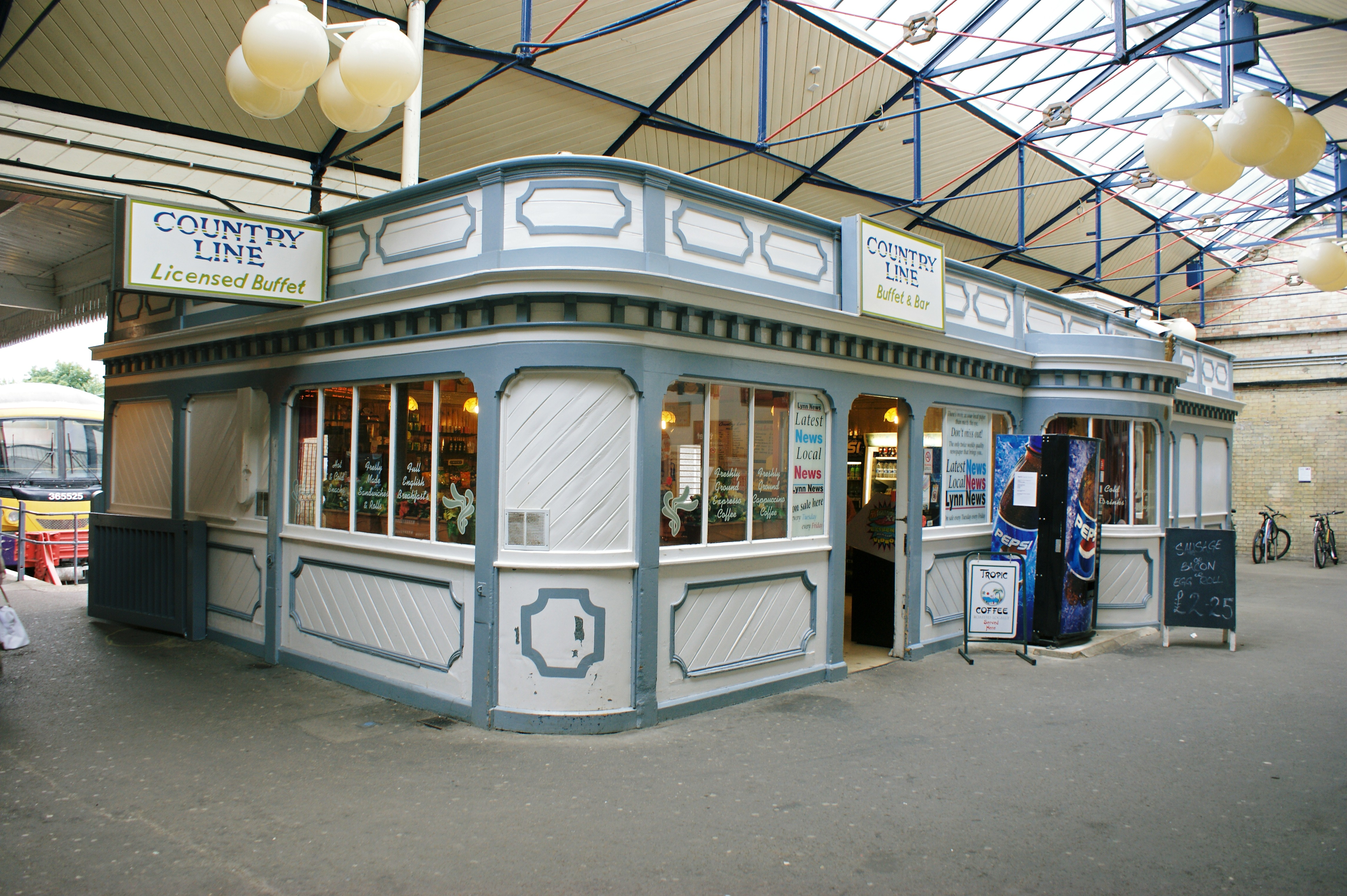
Buffet, 2008